# Hugo Simberg
Hugo Gerhard Simberg (Hamina, 24 giugno 1873 – Ähtäri, 12 luglio 1917) è stato un pittore, grafico e scultore finlandese.
Di origini svedesi, aderì alla corrente simbolista.

## Biografia
Hugo Simberg fu uno dei nove figli del colonnello Nicolai Edward Simberg (1822-1915) e della sua seconda moglie Ebba Matilda Widenius (1840-1897). Aveva anche nove fratellastri, figli di suo padre e della sua prima moglie. 
Crebbe ad Hamina, quindi, dall'età di 8 anni in poi, a Viipuri.

Nel 1891 entrò nella Scuola di disegno di Viipuri e, dal 1893 al 1895, studiò all'Accademia di belle arti di Helsinki.
Già i suoi primi lavori lasciano intuire la sua inclinazione per il movimento simbolista, ma nell'Accademia di Helsinki non gli fu permesso di studiare quelle materie che per lui apparivano importanti. Così, scoraggiato, decise di scrivere al maestro del simbolismo finlandese: Akseli Gallen-Kallela, che insperatamente lo accolse come allievo a Ruovesi nel 1895.  Iniziò in questo modo la fase più importante della sua maturazione artistica, e Gallen-Kallela lo incoraggiò a sviluppare la sua espressività personale. Simberg trascorse quell'estate a Niemenlauta, la residenza estiva di famiglia, nei dintorni di Viipuri. I paesaggi di quella regione influenzeranno in seguito le sue opere. 
Nel 1896, Hugo Simberg si recò in viaggio di studio a Londra e, nel 1897, si recò Parigi, soggiornandovi per un certo tempo. Al soggiorno parigino seguì un lungo giro attraverso l'Italia. Durante questi anni Simberg presentò i suoi lavori alle mostre dell'Associazione degli artisti finlandesi. Ebbe successo e divenne membro della stessa Associazione. Poco tempo dopo gli fu offerto l'insegnamento dell'arte alla Scuola di disegno degli Amici dell'arte di Viipuri.

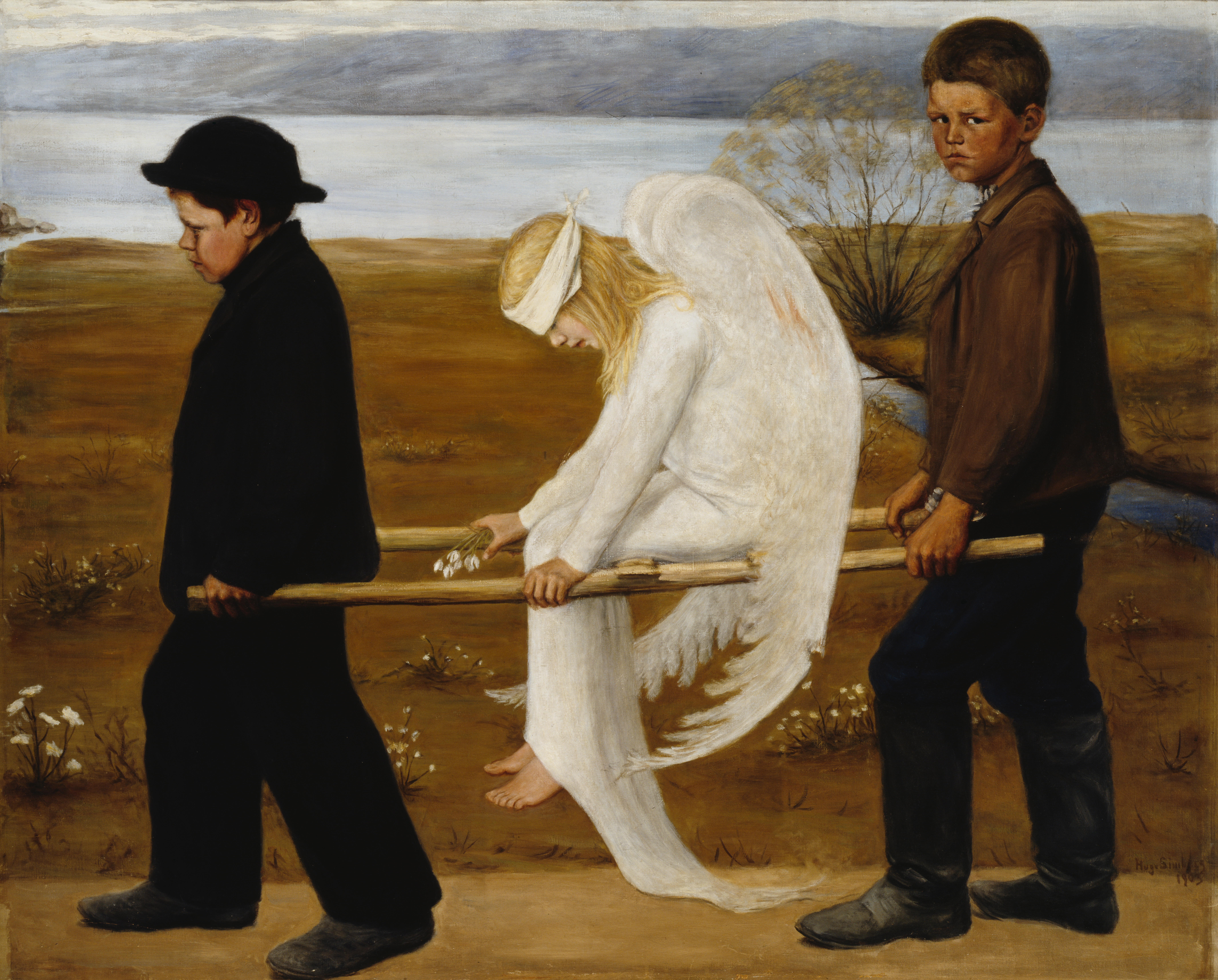
L'Angelo ferito (1903)

I lavori di costruzione della Cattedrale di Tampere, progettata dall'architetto Lars Sonck, iniziarono nel 1903. L'architetto Sonck volle che la cattedrale fosse un'opera rappresentativa dell'Art Nouveau. Chiese pertanto a Magnus Enckell di realizzare la pala d'altare e a Hugo Simberg di dipingere la volta e le vetrate, cosa che Simberg fece negli anni 1905 e 1906. Dipinse infatti due affreschi: Haavoittunut enkeli (L'angelo ferito) e Kuoleman puutarha (Il giardino della morte). Quindi, sulla parete che costituisce il parapetto della galleria e che scende sino agli archi, definendo lo spazio delle navate laterali, realizzò un lungo festone floreale sorretto da giovanetti nudi, (tutti pudicamente coperti dalla lunga decorazione di foglie, meno uno), il  Köynnöksenkantajat, (si veda l'ultima immagine della "galleria").
Queste pitture non erano certamente le decorazioni abituali di una chiesa, ma in compenso, per le vetrate, Simberg attinse all'universo figurativo dei valori tradizionali cristiani. Pur tuttavia il ragazzo nudo che compare nel Köynnöksenkantajat, era qualcosa di mai visto e fece molto scalpore nella buona società finlandese.
Dal 1907 al 1917, Simberg insegnò all'Academia di belle arti di Helsinki.
In occasione dell'esposizione artistica di Parigi del 1908, l'arte finlandese subì un duro colpo da parte dei critici, i quali la giudicarono smorta e incolore. Molti artisti, allora, da quel giorno si impegnarono a percorrere nuove strade. Simberg, invece, restò simbolista e fu bollato come un pittore che ormai aveva fatto il suo tempo. Consapevole di questa reazione, Simberg decise di esporre dei quadri dall'aspetto naturalista, colorista e persino impressionista, ma, fedele alle sue idee, continuò parallelamente a produrre opere immaginarie come a lui piaceva. Dalle sue tele sgorga sempre quel mondo di fantasia creativa che è proprio della sua concezione ispiratrice. Mentre per altri pittori il simbolismo non era stato che una moda passeggera, egli ne fece la sua personale e spontanea forma espressiva.
Simberg fu anche un eccellente illustratore di libri di favole. I suoi piccoli disegni appaiono esoterici e simbolisti e persino strani, quanto sono strane certe immagini oniriche: per facilitare la loro comprensione è utile la lettura delle fiabe di Hans Christian Andersen.

Le sue opere, in gran parte ispirate al soprannaturale e al macabro, hanno comunque tutte uno strano fascino che immancabilmente riescono a catturare l'attenzione e le emozioni di chi le guarda.
Oltre ai grandi affreschi che realizzò per decorare la cattedrale di Tampere, i suoi dipinti più conosciuti sono: Il giardino della morte (1896), Il demone della pentola (1897), Il contadino e la morte ai cancelli del paradiso e dell'inferno (1897), Sera di primavera quando il ghiaccio si scioglie (1897) e soprattutto il celeberrimo L'angelo ferito (1903) che, con il tempo, è divenuto addirittura una sorta di icona nazionale della cultura finlandese.
Hugo Simberg morì ad Ähtäri all'età di soli 44 anni. Fu sepolto nel cimitero di Hietaniemi.

## Galleria d'immagini

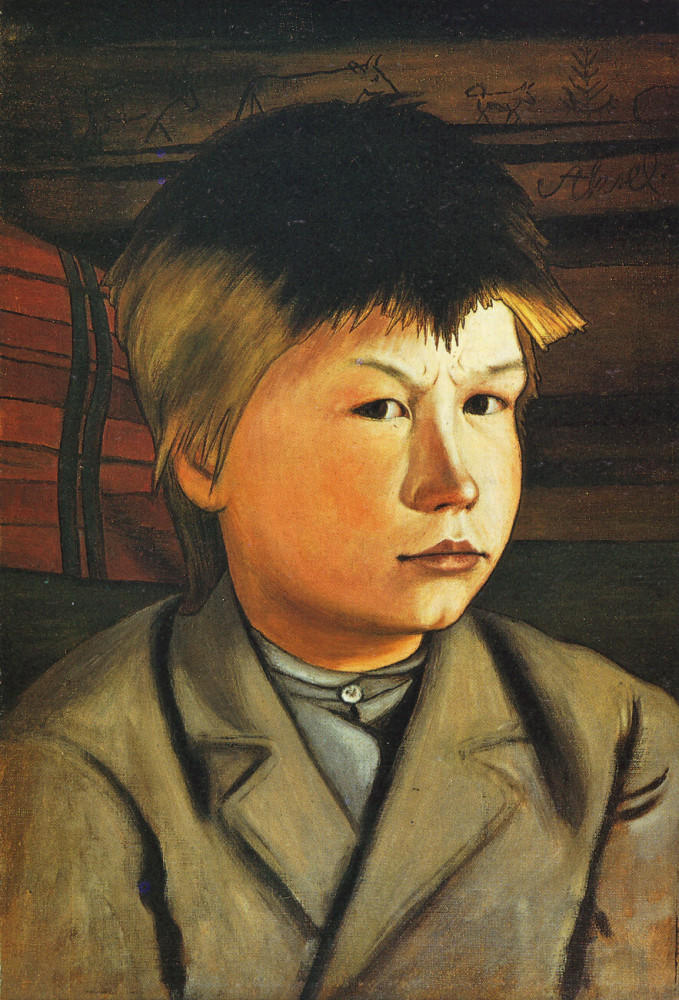
Akseli (1887)
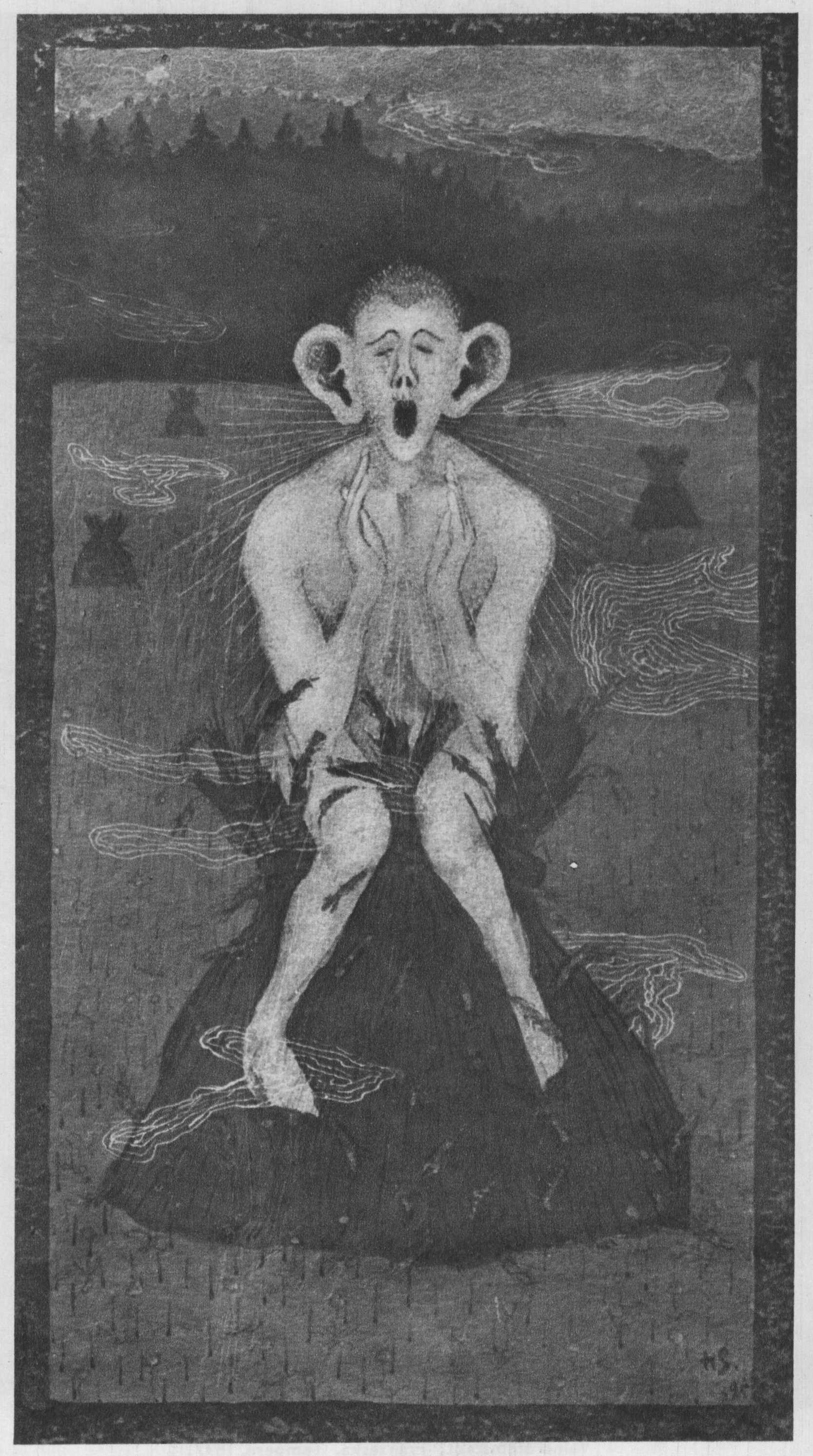
Halla (1895)
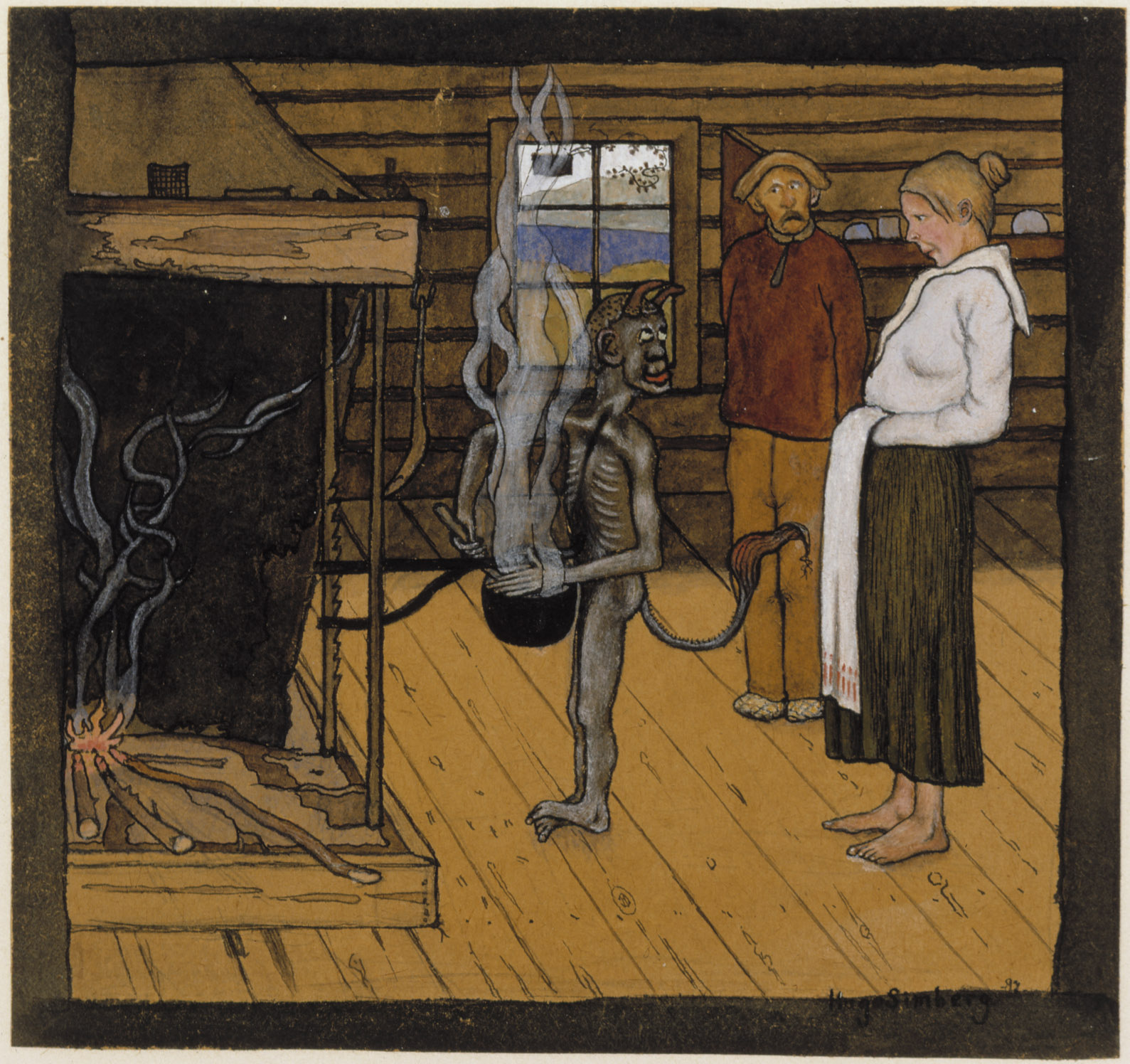
Piru padan ääressä (1897)
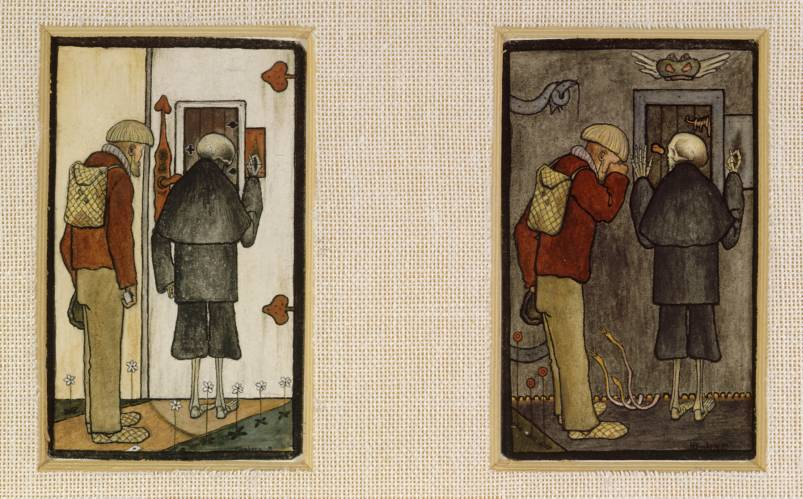
Talonpoika ja kuolema taivaan ja helvetin portilla (1897)
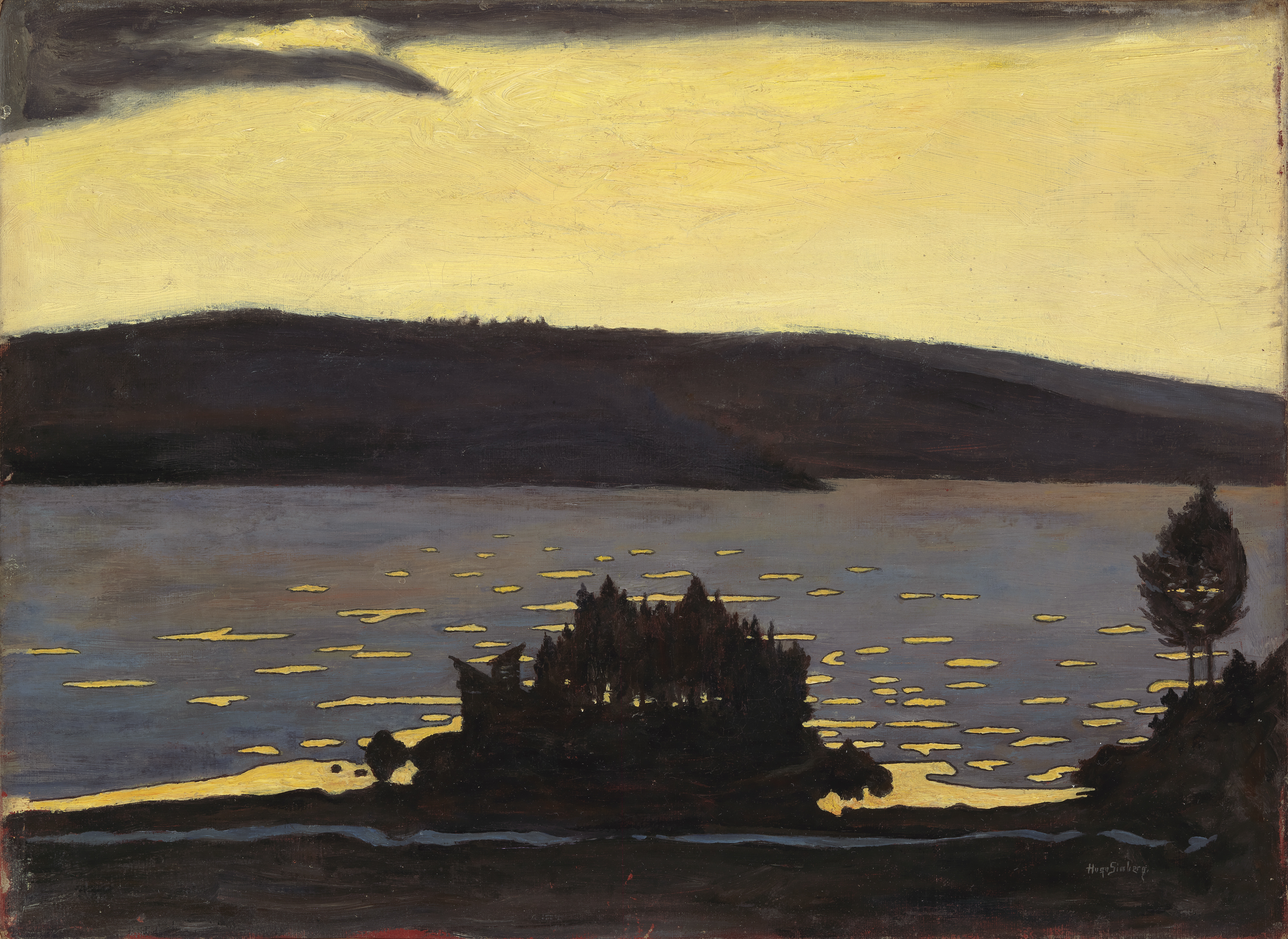
Kevätilta jäänlähdön aikaan (1897)
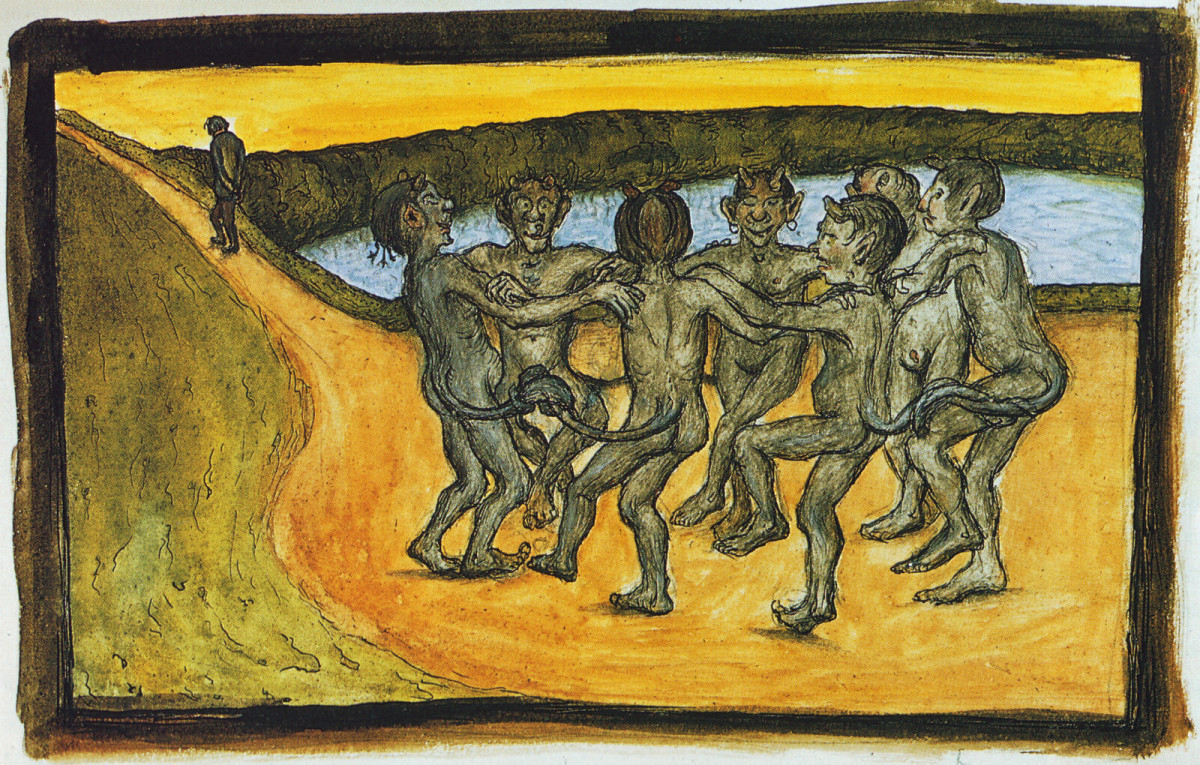
Piiritanssi (1898)
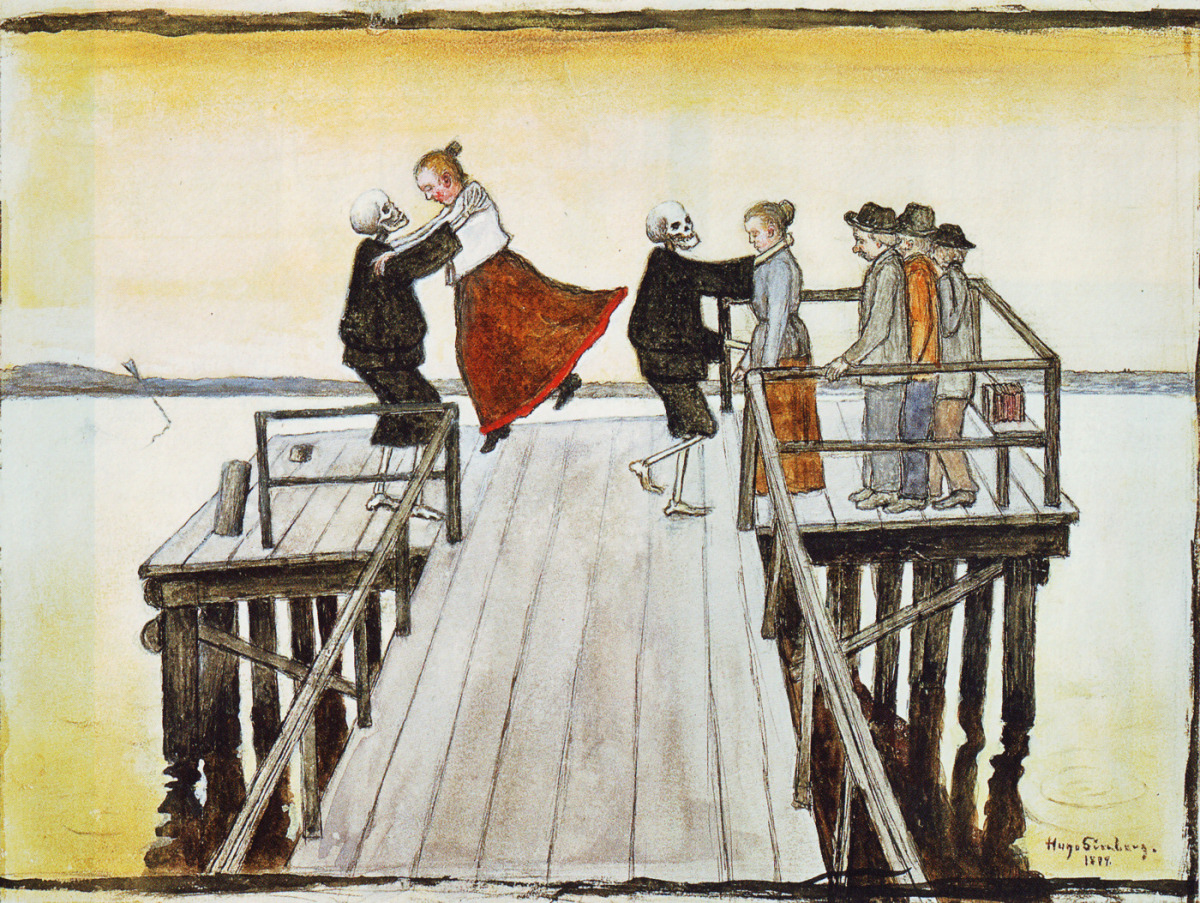
Tanssi sillalla (1899)
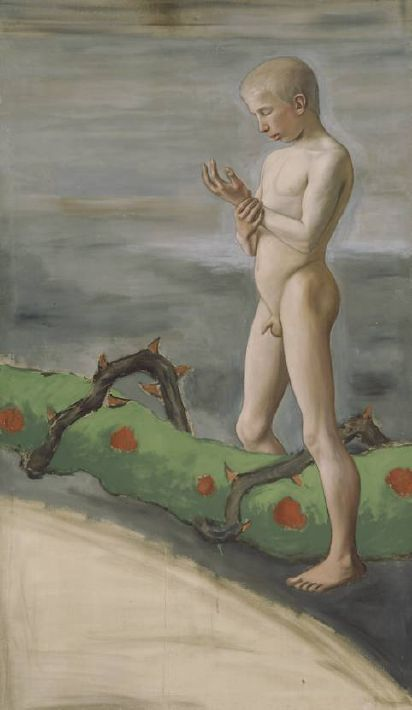
Köynnöksenkantajat (1906)
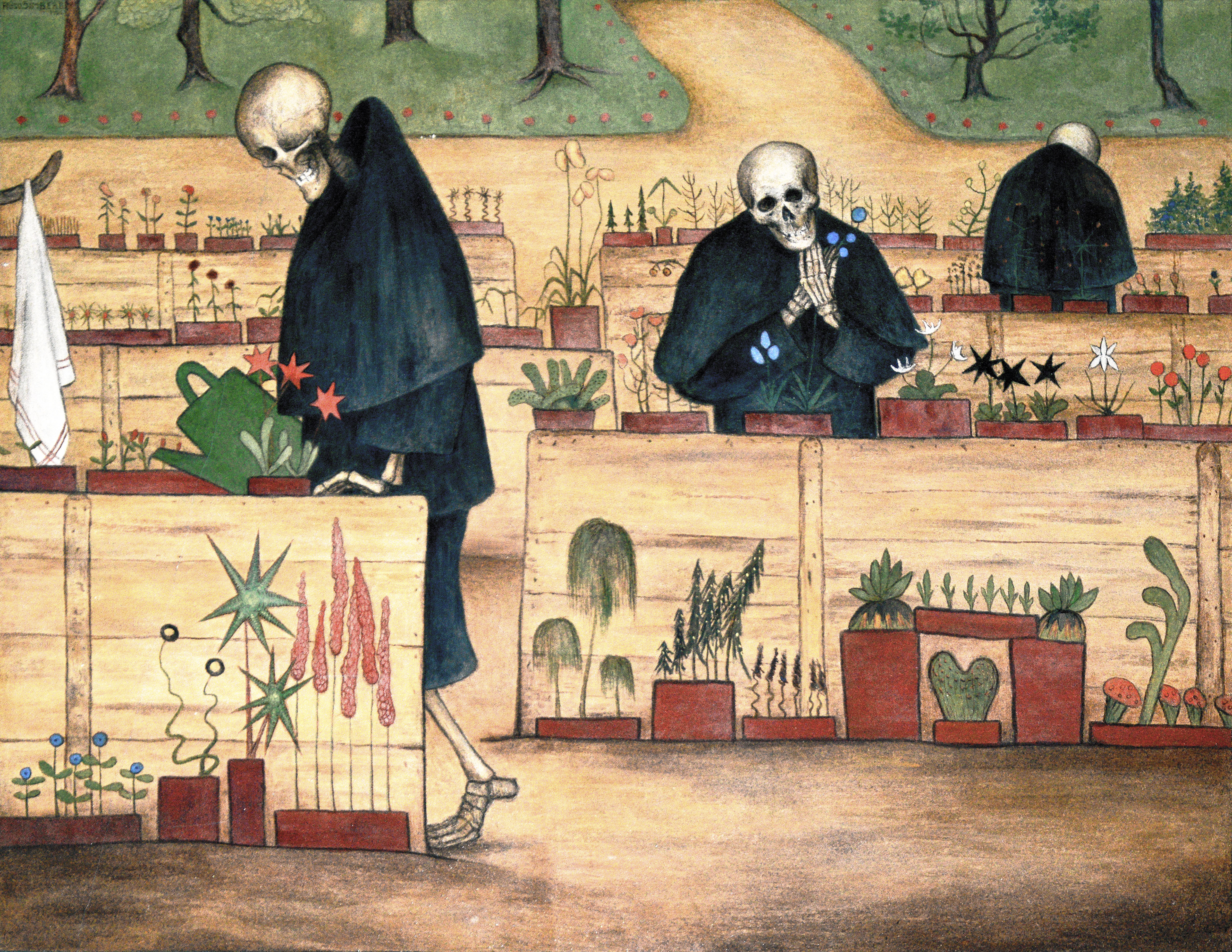
Kuoleman puutarha (1906)
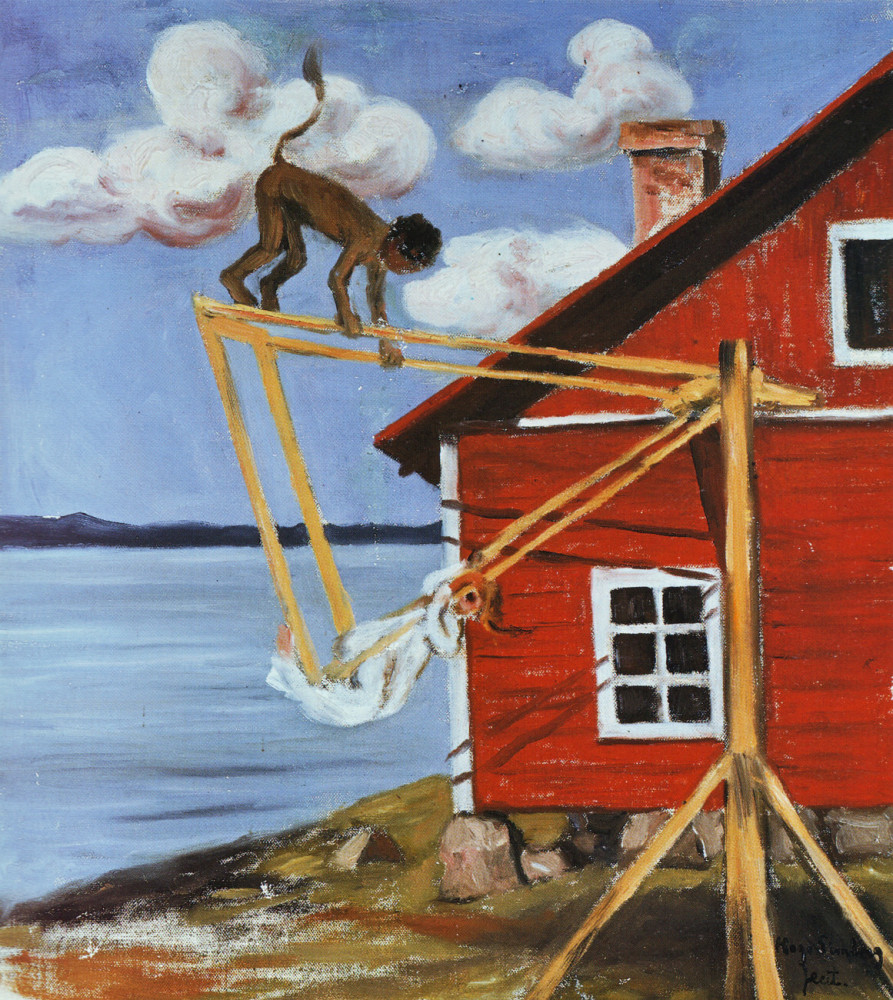
Pirunkiikku (1907)